# ایرلندی نگون‌بخت
ایرلندی نگون‌بخت، (به انگلیسی: Black Irish) فیلمی در ژانر درام است. کارگردان فیلم ایرلندی نگون‌بخت، براد گان است. این فیلم در سال ۲۰۰۷ میلادی ساخته شد.
بازیگران این فیلم عبارت‌انداز: مایکل آنگارانو، برندان گلیسون و ملیسا لیو

## داستان
کول مک‌کی شانزده‌ساله در تلاش برای کسب استقلال، با آزمونی سخت روبه‌رو می‌شود، آن‌هم در شرایطی که خانوادهٔ ایرلندی-کاتولیک او در ساوت باستن در حال فروپاشی است. برادر بزرگ‌ترش، تری، در حال سقوط به ورطهٔ مواد مخدر و جرم است؛ خواهر باردارش، کتلین، برای پنهان‌کردن ننگ بارداری خارج از ازدواج، به جایی دیگر فرستاده می‌شود؛ و پدرشان، دزموند، روزهایش را در مه‌آلودگی الکل و دلسوزی برای خود می‌گذراند، و در سکوت خود را با حسرت «آنچه می‌توانست باشد» شکنجه می‌دهد.
تنها چیزی که کول جوان را سر پا نگه می‌دارد، عشق او به بیسبال است. فیلم با صحنه‌ای آغاز می‌شود که کول در حال تمرین پرتاب توپ بیسبال است، که ناگهان خانواده‌اش او را سوار می‌کنند تا در مراسم خاک‌سپاری خواهر دزموند شرکت کنند.
کول که یک پرتاب‌گر بیسبال بااستعداد است، با غلبه بر تردیدهای درونی و بی‌اعتنایی خانواده، راه خود را تا مسابقات قهرمانی ایالتی باز می‌کند. اما برای رسیدن به آنجا باید تصمیمی بگیرد مرگ یا زندگی، تصمیمی که سرنوشت خانوادهٔ مک‌کی را برای همیشه دگرگون خواهد کرد.